# Leucaena leucocephala
Leucaena leucocephala – gatunek rośliny z rodziny bobowatych, podrodziny mimozowych. Pochodzi z południowego Meksyku, gdzie nazywana jest guaje, naturalizowana w Ameryce Środkowej po północną część Ameryki Południowej.
Gatunek uznany został za jeden ze 100 najbardziej inwazyjnych na świecie.

## Morfologia
PokrójDrzewo wysokości do 7 metrów.
LiścieNaprzemianległe, pierzaste.
KwiatyDrobne, białe, usytuowane na końcach gałęzi, w formie puszystej kuleczki utworzonej przez liczne pręciki i mniej liczne słupki.
OwocePodłużne, zielone strąki, o długości 20 cm, zawierające spłaszczone nasiona.

## Zastosowanie
- Sztuka kulinarna: owoce wykorzystywane są jako warzywo w kuchni meksykańskiej. Spożywa się także młode liście w sałatkach. Wykorzystywana jest w kuchni indonezyjskiej i tajskiej[6]